# Turun Palloseura (Eishockey)
Der Turun Palloseura (kurz TPS) ist ein finnischer Eishockeyverein aus Turku, der in der Liiga spielt. Ihre Heimspiele absolviert die Mannschaft von TPS im Gatorade Center.

## Geschichte
TPS wurde im Jahr 1922 unter dem Namen Turun Palloseura gegründet und war ursprünglich ein reiner Fußballverein. Seit 1929 wird in dem Club aber auch Eishockey gespielt. In den 2000er Jahren wurde die Profimannschaft in die Aktiengesellschaft HC TPS Turku Oy (finnisch Oy = Aktiengesellschaft) ausgelagert.
Bisher hat TPS die finnische Meisterschaft zehnmal gewonnen.

## Erfolge

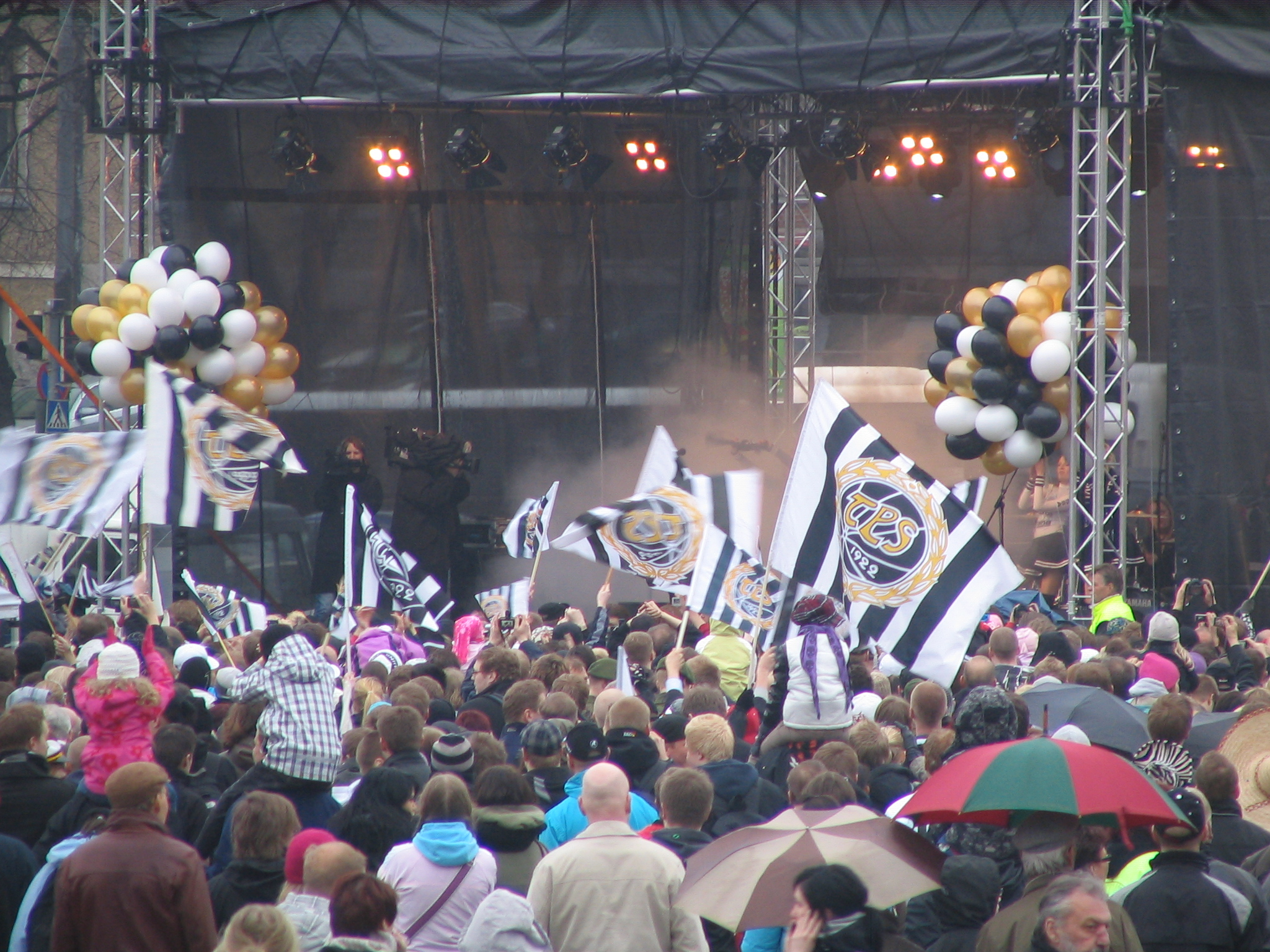
Feier des Meistertitels (2010)

- Finnische Meisterschaft vor der Gründung der SM-liiga:
  - Gold: 1956
- SM-liiga:
  - Gold: 1976, 1989, 1990, 1991, 1993, 1995, 1999, 2000, 2001, 2010
  - Silber: 1977, 1982, 1985, 1994, 1996, 1997, 2004
  - Bronze: 1978, 1979, 1981
- Europapokal:
  - Gold: 1993
  - Silber: 1990, 1994
- EHL:
  - Gold: 1997
  - Bronze: 2000

## Meisterkader
2009/10
| Torhüter | Atte Engren, David Leggio |
| Abwehr   | Markus Nordlund, Antti Halonen, Lee Sweatt, Jens Skålberg, Joonas Järvinen, Aki-Petteri Berg, Veli-Matti Vittasmäki |
| Angriff  | Ilari Filppula, Ville Vahalahti, Michal Birner, Tomáš Plíhal, Aki Uusikartano, Antti Erkinjuntti, Tuomas Suominen, Sami Venäläinen, Jarkko Hattunen, Aatu Hämäläinen, Max Kolu, Marko Virtala, Lassi Kokkala, Antti Reivonen, Marko Mäkinen |